# Cereopsius elongatus
Cereopsius elongatus är en skalbaggsart som beskrevs av Stefan von Breuning och De Jong 1941. Cereopsius elongatus ingår i släktet Cereopsius och familjen långhorningar. Inga underarter finns listade i Catalogue of Life.